# Backberg
Backberg est une localité de Suède dans la commune de Sandviken située dans le comté de Gävleborg.
Sa population était de 108 habitants en 2015.